# لوکاس اسپالویس
لوکاس اسپالویس (انگلیسی: Lukas Spalvis؛ زادهٔ ۲۷ ژوئیهٔ ۱۹۹۴) بازیکن فوتبال اهل لیتوانی است.
از باشگاه‌هایی که در آن بازی کرده‌است می‌توان به باشگاه فوتبال اوبی، باشگاه فوتبال کایزرسلاوترن، و باشگاه فوتبال اسپورتینگ پرتغال اشاره کرد.
وی همچنین در تیم‌های ملی فوتبال تیم ملی فوتبال زیر ۱۹ سال لیتوانی، زیر ۲۱ سال لیتوانی، و لیتوانی بازی کرده‌است.